# Stefan Leder

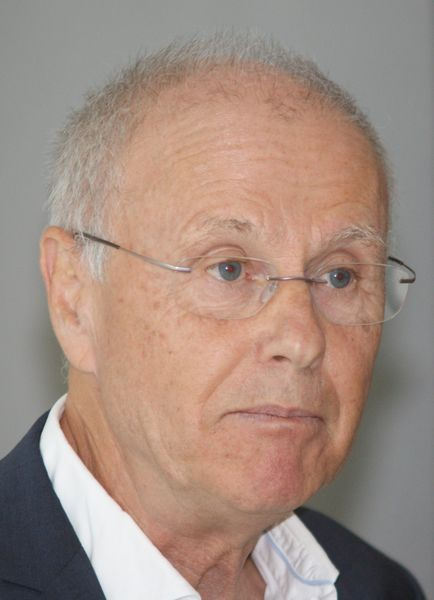
Stefan Leder, aufgenommen 2017 auf einer Tagung des Konstanzer Arbeitskreises für mittelalterliche Geschichte von Werner Maleczek

Stefan Leder (* 11. Mai 1951 in Göttingen) ist ein deutscher Arabist und Islamwissenschaftler. Er war von 1993 bis 2007 Professor für Arabistik und Islamwissenschaft an der Martin-Luther-Universität Halle-Wittenberg und anschließend bis 2017 Direktor des Orient-Instituts Beirut.

## Leben und Wirken
Von 1972 bis 1974 studierte er deutsche Literatur, vergleichende Literaturwissenschaft und Islamwissenschaft an der Universität Mainz, von 1974 bis 1975 Arabistik und Sprachlehre am Institut Bourguiba in Tunis und von 1975 bis 1978 orientalische Philologie, deutsche Literatur und vergleichende Literaturwissenschaft an der Johann Wolfgang Goethe-Universität Frankfurt am Main (1978 M. A.). Von 1978 bis 1982 war er Stipendiat der Studienstiftung des Deutschen Volkes. Er wurde im Mai 1982 in Frankfurt am Main mit einer von Rudolf Sellheim betreuten Arbeit in Orientalischer Philologie über Ibn al-Dschauzī promoviert. Von 1982 bis 1984 war er Referent am Orient-Institut der Deutschen Morgenländischen Gesellschaft in Beirut und Amman. Von 1984 bis 1990 war er wissenschaftlicher Assistent in Frankfurt am Main. 
Nach der Habilitation 1989 für Orientalistik an der Universität Frankfurt forschte er von 1991 bis 1992 in Damaskus, Akademie der Arabischen Sprache. Von 1990 bis 1993 war er Heisenberg-Stipendiat der Deutschen Forschungsgemeinschaft. Von 1993 bis 2007 war er Professor für Arabistik und Islamwissenschaft an der Martin-Luther-Universität Halle-Wittenberg. Von 2001 bis 2007 war er Sprecher des Sonderforschungsbereiches 586 Differenz und Integration. Von 2007 bis 2017 war er Direktor des Orient-Instituts Beirut der Max Weber Stiftung.
Seine Forschungsschwerpunkte sind Narrativität und Geschichte in der arabischen Literatur, Wissensvermittlung in der arabischen vormodernen Kultur und religio-politisches Dogma insbesondere im sunnitischen und ultra-sunnitischen Islam.

## Schriften (Auswahl)
Monographien
- Ibn al-Ǧauzī und seine Kompilation wider die Leidenschaft. Der Traditionalist in gelehrter Überlieferung und originärer Lehre (= Beiruter Texte und Studien. Bd. 32). Steiner Wiesbaden 1984, ISBN 978-3-515-03701-3 (online).
- Das Korpus al-Haitam Ibn-Aʿdī (st. 207/822). Herkunft, Überlieferung, Gestalt früher Texte der aḫbār-Literatur (= Frankfurter wissenschaftliche Beiträge. Kulturwissenschaftliche Reihe. Bd. 20). Klostermann, Frankfurt am Main 1991, ISBN 3-465-02283-1.

Herausgeberschaften
- Story-telling in the framework of non-fictional Arabic literature. Harrassowitz, Wiesbaden 1998, ISBN 3-447-04034-3.
- mit Bernhard Streck: Shifts and drifts in nomad sedentary relations (= Nomaden und Seßhafte. Bd. 2). Reichert, Wiesbaden 2005, ISBN 3-89500-413-8.